# 莊歙
莊歙（1420年—？），字尚源，直隸徽州府歙縣人，民籍，明朝政治人物。

## 生平
景泰元年（1450年）庚午科應天鄉試第四十二名舉人，二年（1451年）聯捷辛未科進士。擢河南道御史，巡按浙江、山東、廣東、福建等地。歷官雲南按察使、河南右布政使。

## 家族
曾祖莊琮；祖父莊永寧，贈陝西按察司僉事；父莊觀，陝西按察司副使。